# Charlélie Couture
Pour les articles homonymes, voir Couture (homonymie).
Charlélie Couture (souvent typographié CharlÉlie Couture) , de son vrai nom Bertrand Charles Élie Couture, est un chanteur, compositeur, peintre, écrivain, graphiste et photographe franco-américain, né le 26 février 1956 à Nancy (Meurthe-et-Moselle). Son pseudonyme est l'association des prénoms de ses deux grands-pères.
Il explore de multiples disciplines artistiques, et se réclame du « multisme », terme créé par Mario Salis qu’il définit ainsi :

« Le multisme c'est le fait d'évoquer l'idée qu'il y a une différence entre le fond et la forme, entre le comment et le pourquoi. On associe souvent l'art à une manière, alors que moi je crois que l'art dépend beaucoup de l'intention. Et quand on a une intention, on trouve la manière de faire. »

## Biographie
Charlélie Couture est le fils de Jean-Pierre Couture (1919-2002) et d'Odette Michel (1928-2015).
Pendant la Seconde Guerre mondiale, Jean-Pierre Couture s'engage dans la Résistance auprès de Stéphane Hessel, son chef de réseau. Arrêté et torturé, il est déporté dans les camps de Buchenwald, Dora et Nordhausen,. En 1948, à l’âge de 29 ans, il revient s’installer à Nancy. Jean-Pierre Couture a été professeur des Beaux-arts, avant de se reconvertir en antiquaire et décorateur.
Sa mère Odette Michel a enseigné le français aux États-Unis, à Jacksonville (Alabama), puis à Kenosha (Wisconsin), avant de rejoindre la boutique d'antiquités familiale.
Charlélie Couture a une sœur aînée, Sophie — à qui il consacre la chanson Surya Devi dans l'album Solo Girls —, et un frère cadet, Tom Novembre — né Jean Thomas Couture.

### Débuts
Sa grand-mère professeur de piano l'initie dès l'âge de 6 ans à cet instrument à raison de trente minutes par jour, et lui fait découvrir la musique classique.
Charlélie Couture poursuit une démarche vers ce qu'il définit comme « l'Art total », attitude globale consistant à trouver des interconnexions entre les formes d'expressions de l'homme que sont l'écriture, l'image et la musique.

« J'ai commencé quand j'avais 15 ans. En France, j'ai fait quatre-vingts expos. À 12 ans, dans une exposition de peintres dadaïstes que je visitais avec mon père à Nancy, j'ai eu comme le sentiment ébloui que c'était ça qu'il fallait que je fasse. »

En 1978, pour sa thèse de fin d'études, il choisit le thème de « la polymorphie de l’esprit » qu'il explore encore aujourd’hui. À cette occasion, il présente des photos, des textes et des peintures et il autoproduit deux premiers disques, 12 chansons dans la sciure et Le Pêcheur, qui attirent l'attention des professionnels. Diplômé de l’École Nationale Supérieure des Beaux Arts, Charlélie s'inscrit dans le courant multiste des artistes pluridisciplinaires dont il est une des références notoires.

### Signature chez Island
En 1981, il est le premier artiste français signé par Chris Blackwell sur le label anglo-américain Island Records. Neuf mois plus tard, le succès est au rendez-vous avec l'album Poèmes rock enregistré à New York, et son tube Comme un avion sans aile. La même année, il fonde à Nancy le groupe Local à Louer, associant photographes, peintres et poètes et publie à cette occasion le Manifeste de l'Art rock où il écrit : « l'Art doit faire la jonction entre le fonctionnalisme de la société industrielle et les aspirations de la culture pop ! »
Intéressé par les nouvelles possibilités d'expression et de communication qu'offre le réseau Internet, Charlélie fait partie des mille premiers adeptes qu'on a appelés les pionniers du Web. En 1996, il crée Les champs paraboliques, son site qu'il fait régulièrement évoluer, en utilisant ce nouvel espace de création numérique.

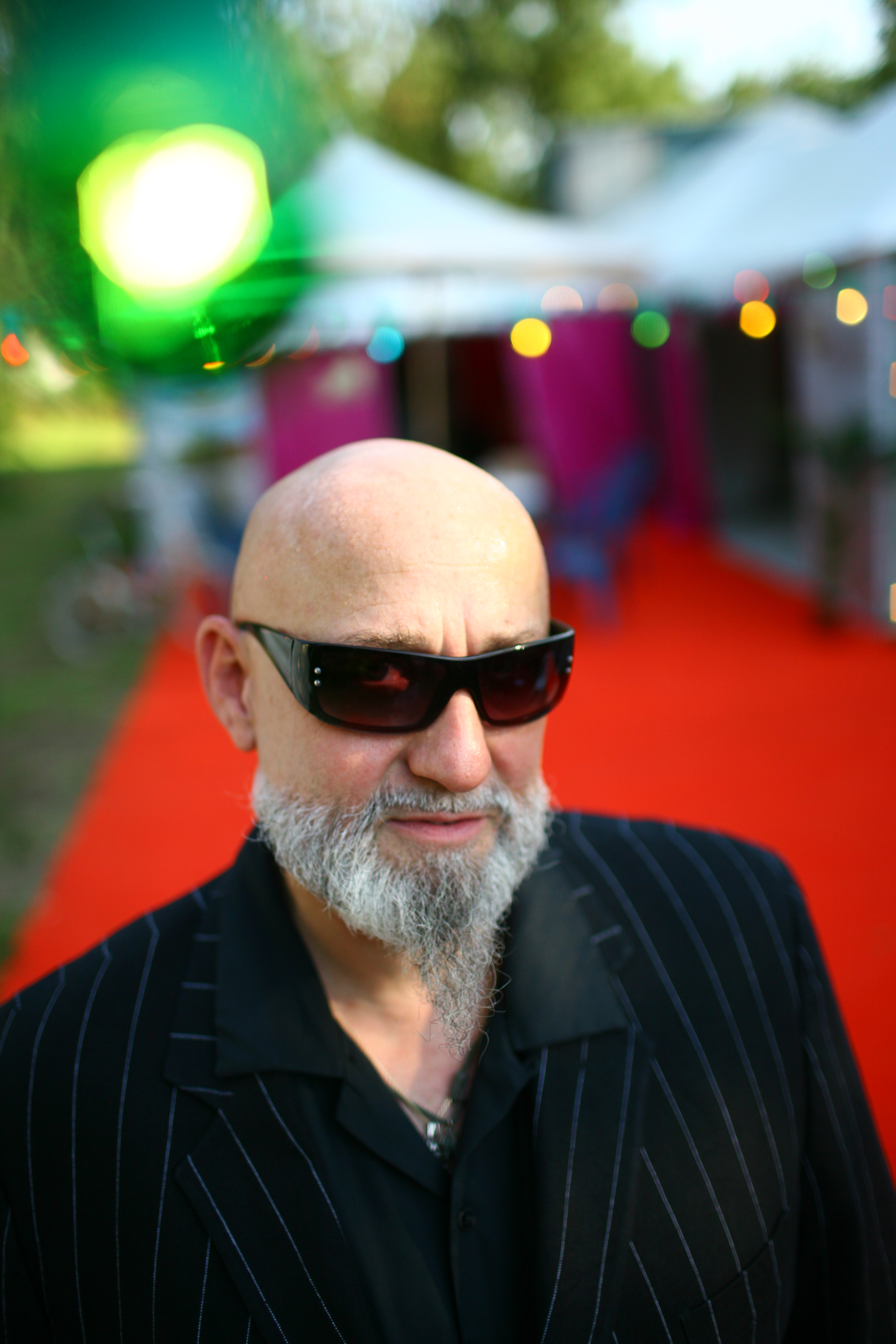
Charlélie Couture - portrait

### Période new-yorkaise
En 2003, Charlélie Couture participe en tant qu'artiste plasticien à un concours pour l'aménagement de la Direction régionale des affaires culturelles (DRAC) d'Amiens. Son dossier franchit les étapes de sélection, et il fait partie des trois finalistes. Jusqu'à cette dernière étape, les projets sont anonymes. Enfin, le jury découvre personnellement les finalistes, et, ne retenant de Charlélie Couture que son statut de chanteur, rejette son projet avec mépris. « C'était la négation de tout ce que j'avais tenté depuis toujours ». Cet événement le pousse à partir s'installer à New York avec sa femme Annie et leurs deux filles Shaan et Yamée. Charlélie peut développer là-bas avec liberté sa peinture et son art, qu'il considère dans son pays d'origine comme trop définis par l'influence de sa « notoriété musicienne ».
En 2004, il s'installe à New York. Il déclare à cet effet : « Je suis parti pour me reconstruire, me réinventer ». En 2005, il ouvre son atelier dans le Garment District. En 2009, il crée sa propre galerie The Re Gallery, à Manhattan, où il présente essentiellement son travail. Il obtient la double nationalité américaine en 2011.

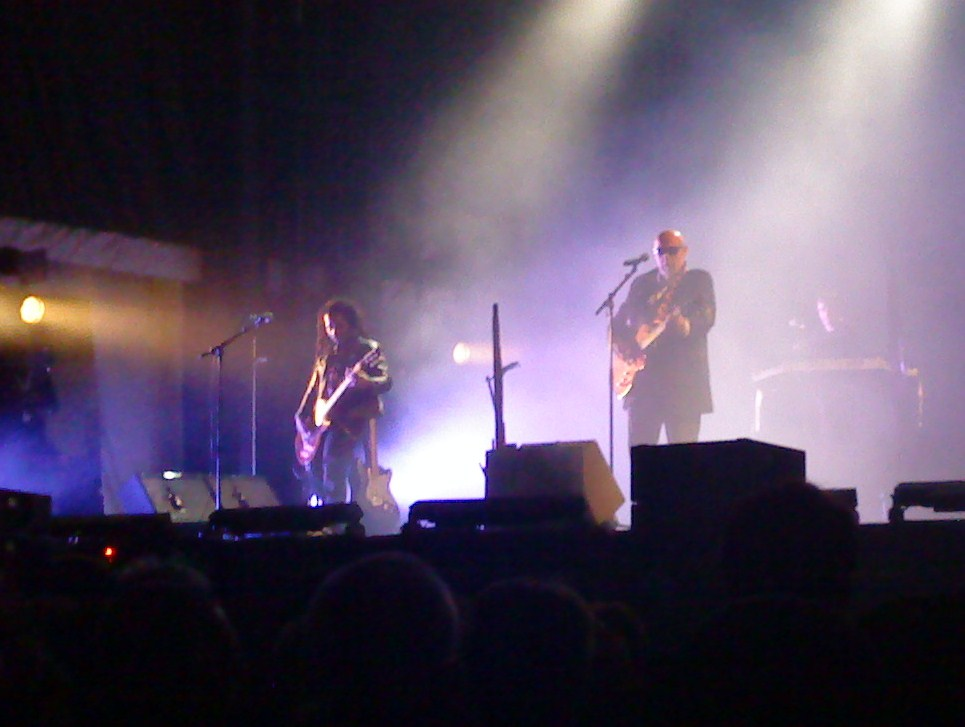
Charlélie Couture en représentation à Nancy en juillet 2011.

### Retour en France
Plusieurs événements, dont la dégradation du climat politique aux États-Unis à partir de 2016, l'amènent finalement à repenser son choix de vivre à New York, et il décide de revenir en France en 2018,. Depuis, il réside pour partie à Paris, et pour partie dans la campagne lorraine, au sud de Nancy.

### Vie privée
Du milieu des années 1970 au début des années 1980, Charlélie Couture est en couple avec Martine Dubois, elle aussi élève aux Beaux-Arts, et fille de l'illustrateur Claude Dubois. Plusieurs pochettes de disques sont ainsi co-signées Mah Dubois (Martine Dubois) / Boy Scout (Charlélie Couture).
Au début des années 1980, il entame une relation avec Véronique Colucci.
En 1985, il rompt définitivement avec Martine Dubois, et se met en couple avec Annie Verdellet. Ils ont deux filles, Shaan (née en 1989), réalisatrice, et Yamée (née en 1992), chanteuse et comédienne.  
Charlélie Couture est touché par la Covid-19 en mars 2020 et témoigne de sa virulence,, ce qui ne l'empêche pas par la suite de protester contre l'obligation du port du masque et le confinement.
En 2025, il subit une opération pour traiter un cancer de la vessie.

## Œuvre

### Arts plastiques
Charlélie Couture revendique son multisme, un terme qui recouvre pour lui le fait de trouver « la façon la mieux adaptée pour exprimer ce qu'on a à dire artistiquement ».
Il a publié une quinzaine d’ouvrages de dessins, de photos, et de réflexions, dont le beau livre New York by Charlélie paru le 11 mars 2009 aux éditions du Chêne. Il a réalisé des affiches pour le tennis (Finale de la Coupe Davis à Paris), dessiné des logos comme celui de la région Lorraine, conçu le design de montres et créé une collection de chaussures sous la marque « ChElie ».

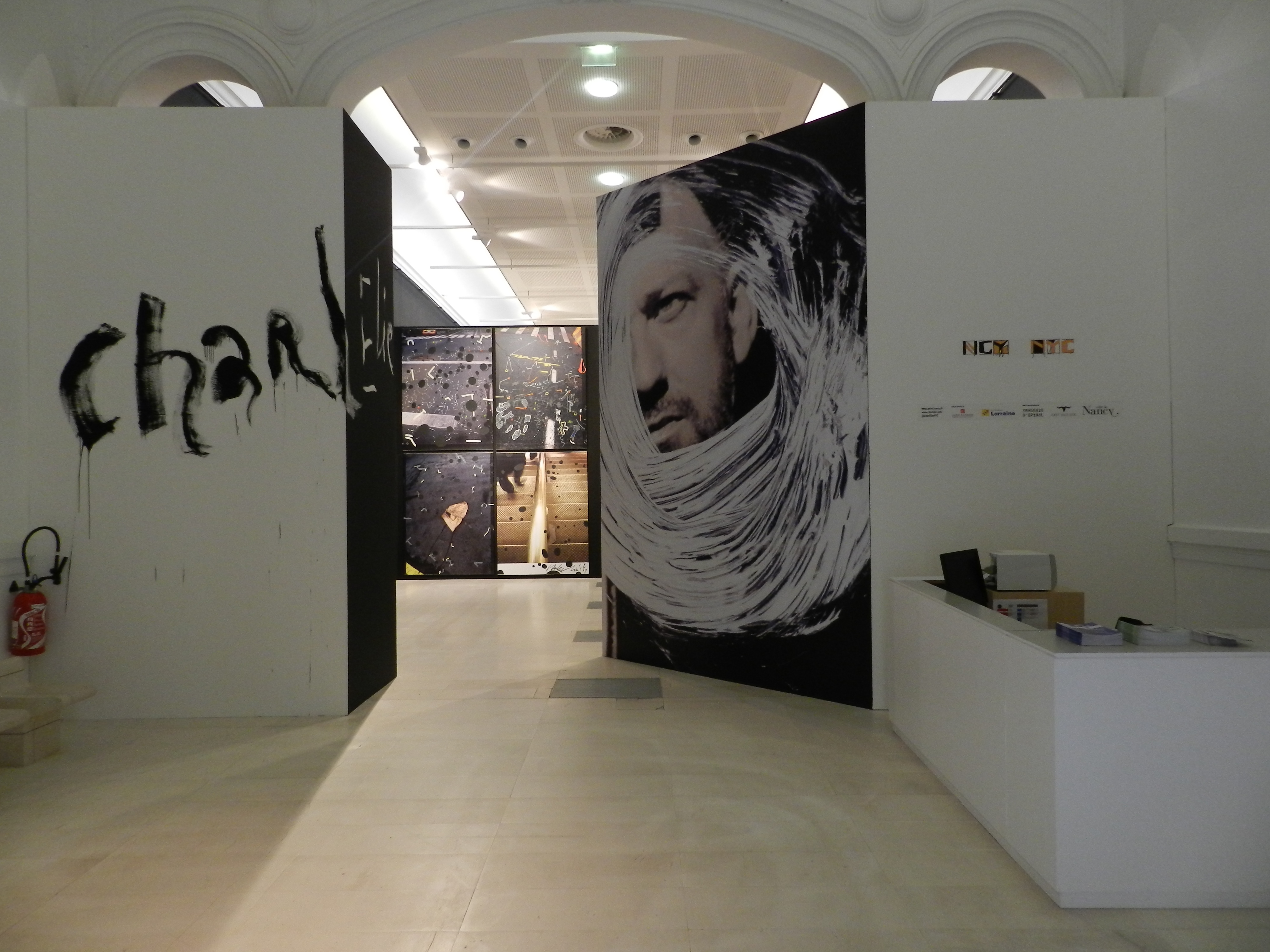
Exposition Charlélie NCY NYC - Galerie Poirel à Nancy

Il a exposé ses peintures, photos et dessins, en France, en Belgique, en Suisse, aux États-Unis.
Il a été membre ou président de jury dans différents festivals de films, d’arts, ou de musique (Festival du cinéma américain de Deauville 2007, Beaubourg Art Pocket Film 2006, Festival d'été de Québec, Cannes Festival des Vidéoclips 1998, etc.).
Il a également participé à de nombreuses conférences, exposés et commissions dont la Commission européenne sur l'Art et la Culture en 2000, conférence Ars Multimédia 1995, sur l’Influence d’internet dans le commerce de la culture en 1996.
En 2004, il participe aux premières Conversations Essentielles sur le thème Foi & Culture, puis en 2008 sur le thème de la Création, et en 2009 sur le thème Maître de son destin.
Pour la première fois ont été regroupées des œuvres de l'artiste réalisées depuis son adolescence : une importante rétrospective de son œuvre de plasticien qui s'étend sur plus de 1 000 m2 produite par son producteur et manager Pacôme Vexlard en partenariat avec la Ville de Nancy se tient aux Galeries Poirel de Nancy du 28 novembre 2014 au 1er mars 2015.
Lors de la crise sanitaire de la Covid-19, il participe en 2020 au festival Confinement, premier festival d'art urbain confiné, organisé par Projet Saato, qui réunit plus de 200 artistes. Il y réalise trois œuvres vendues au profit de la fondation de l'Assistance publique - Hôpitaux de Paris.
En 2021, Charlélie a proposé plusieurs expositions, dont Rimbaud d'aujourd'hui au musée de la Chartreuse de Douai,,,,, et CharlÉlie Couture, poète rock et multiste à Saint-Palais-sur-Mer,,.
Du 8 février au 25 mai 2025, la galerie Saint-Jacques située à Saint-Quentin, dans l'Aisne, accueille l'exposition intitulée Un par an, inspirée par l'ouvrage éponyme paru en 2022 aux éditions Elytel. Cette exposition constitue une rétrospective chronologique du parcours de CharlÉlie Couture depuis le milieu des années 1970 jusqu'à nos jours, et témoigne de l'évolution de son travail artistique englobant peinture, photographie, sculpture, poésie, musique et littérature.

#### Expositions
| Année | Titre                                              | Support                                                            | Galerie                                       | Ville                             | Pays       |  |
| ----- | -------------------------------------------------- | ------------------------------------------------------------------ | --------------------------------------------- | --------------------------------- | ---------- |  |
| 1971  | Première exposition                                | peintures et photos                                                |                                               |                                   | France     |  |
| 1985  | Chambres d’hôtels                                  | dessins et aquarelles                                              | Galerie du Jour/Agnès B                       | Paris                             | France     |  |
| 1989  | Exposition multimédia                              | gravures, sculptures, peintures, dessins, photos, musiques, textes | Galerie Halle Sud                             | Genève                            | Suisse     |  |
| 1991  |                                                    |                                                                    | Galerie Atsuro Tayama                         | Paris                             | France     |  |
| 1991  | Australian                                         | peintures et photo/poems                                           | Galerie Jean D’Eve                            | Neuchâtel                         | Suisse     |  |
| 1993  | Chambres d’hôtels                                  | dessins                                                            | Galerie Papiers Gras                          | Genève                            | Suisse     |  |
| 1993  | Chambres d’hôtels                                  | dessins & peintures                                                | Galerie Nachbaur                              | Paris                             | France     |  |
| 1994  | Chambres d’hôtels                                  |                                                                    | Galerie Ziggourat                             | Bruxelles                         | Belgique   |  |
| 1995  |                                                    | sculptures et dessins                                              | Cloître des Arts                              | Avignon                           | France     |  |
| 1995  |                                                    |                                                                    | Galerie Gastaud                               | Clermont-Ferrand                  | France     |  |
| 1997  | Photo-poèmes                                       |                                                                    | Fondation nationale de la Photo               | Lyon                              | France     |  |
| 1997  | Chambres d’hôtels Polaroids, rétrospective         |                                                                    | Château Lumière                               | Lyon                              | France     |  |
| 1997  |                                                    | dessins et peintures                                               | Galerie Wable                                 | Boulogne-sur-Mer                  | France     |  |
| 1998  |                                                    |                                                                    | Galerie Akka                                  | Paris                             | France     |  |
| 1999  | X Positions                                        | photos, peintures                                                  | Musée de l'érotisme                           | Paris                             | France     |  |
| 1999  | Tennis                                             | dessins                                                            | Publicis Champs Elysées                       | Paris                             | France     |  |
| 2000  |                                                    |                                                                    | Galerie Gastaud                               | Clermont-Ferrand                  | France     |  |
| 2000  |                                                    | peintures et dessins                                               | Galerie Chomarat                              | Lyon                              | France     |  |
| 2000  |                                                    |                                                                    | Galerie Wable                                 | Lille et Boulogne-sur-Mer         | France     |  |
| 2001  |                                                    |                                                                    | Galerie Capazza                               | Nançay                            | France     |  |
| 2002  |                                                    |                                                                    | Musée Le Corbusier                            | La Chaux-de-Fonds                 | Suisse     |  |
| 2003  | L’Art Total, rétrospective                         |                                                                    | Musée                                         | Laval                             | France     |  |
| 2003  |                                                    |                                                                    | Ferrari Art Gallery                           | Vevey                             | Suisse     |  |
| 2003  |                                                    |                                                                    | Galerie Soto                                  | Bruxelles                         | Belgique   |  |
| 2004  |                                                    |                                                                    | Galerie Art At Home                           | Soho, New York                    | États-Unis |  |
| 2004  | French Tuesday Art Night                           |                                                                    | Art Basel                                     | Miami                             | États-Unis |  |
| 2004  |                                                    |                                                                    | Galerie Sparts                                | Paris                             | France     |  |
| 2004  |                                                    |                                                                    | Galerie Wable                                 | Lille                             | France     |  |
| 2005  | Living with Art                                    |                                                                    |                                               | Soho, New York                    | États-Unis |  |
| 2007  | Re Construction                                    |                                                                    | Galerie Mourlot                               | New York                          | États-Unis |  |
| 2007  | New York Shields & Peintures                       |                                                                    | Ferrari Art Gallery                           | Vevey                             | Suisse     |  |
| 2008  | Shower Curtains and NY Photos                      |                                                                    | Centre d’Art à cent mètres du Centre du monde | Perpignan                         | France     |  |
| 2008  | Re Construction                                    | peintures et photos                                                | Crid’Art                                      | Amnéville                         | France     |  |
| 2008  | Art Floor                                          | photos                                                             | Galerie Agnès Martel                          |                                   | Suisse     |  |
| 2009  | New York, Photo-Grafs                              |                                                                    | Galerie Beaudoin Lebon                        | Paris                             | France     |  |
| 2009  | Shower Curtain and Photos                          |                                                                    | Maison Française                              | Washington                        | États-Unis |  |
| 2009  | Photos New York Mosaïque de Photos                 |                                                                    | Collégiale Saint-André                        | Chartres                          | France     |  |
| 2010  | Drawings and photografs                            |                                                                    | Galerie Antonio Nardonne                      | Bruxelles                         | Belgique   |  |
| 2010  | New York on lines                                  |                                                                    | Galery A.del, Biennale de la photographie     | Lyon                              | France     |  |
| 2011  | Bad Painting                                       | avec Alëxone, Julien Colombier, Tilt, Mist, Sébastien Le Guen      | Galerie 208 ChichePortiche                    | Paris                             | France     |  |
| 2011  | Re-Construction                                    |                                                                    | Dune Showroom                                 | New York                          | États-Unis |  |
| 2011  | Peintures et Photografs                            |                                                                    | Galerie Naclil                                | Lille                             | France     |  |
| 2011  |                                                    |                                                                    | Salon d'Art contemporain                      | Strasbourg                        | France     |  |
| 2011  |                                                    |                                                                    | Salon d'Art contemporain                      | Metz                              | France     |  |
| 2011  |                                                    |                                                                    | A'del Gallery                                 | Lyon                              | France     |  |
| 2011  | New York Be                                        |                                                                    | Galerie W                                     | Paris                             | France     |  |
| 2011  |                                                    |                                                                    | AAA Galerie                                   | Nogent-sur-Marne                  | France     |  |
| 2011  |                                                    |                                                                    | Salon Balt'Art                                | Nogent-sur-Marne                  | France     |  |
| 2011  | Exposition permanente                              |                                                                    | The Re Gallery                                | New York                          | États-Unis |  |
| 2012  | Sept-installation Manhattan                        | a project with 100 wood sculptures                                 |                                               |                                   | France     |  |
| 2012  | Big Panel Photo-graff                              |                                                                    | LCL                                           | Paris                             | France     |  |
| 2012  | CharlElie Black Art                                | currated by Nomade monade                                          | Lille Artfair                                 | Lille                             | France     |  |
| 2014  | CharlÉlie NCY-NYC                                  | gravures, sculptures, peintures, dessins, photos, musiques, textes | Ville de Nancy et Pacôme Vexlard              | Nancy                             | France     |  |
| 2015  |                                                    |                                                                    | Galerie Nomade Monade                         | Saint-Jean-de-Maruéjols-et-Avéjan | France     |  |
| 2016  | Regards croisés avec Christophe Chabouté           | peintures, dessins                                                 | Galerie Huberty & Breyne - Sablon             | Bruxelles                         | Belgique   |  |
| 2020  | Portraits croisés                                  | peintures                                                          | Palais des Congrès                            | Agde                              | France     |  |
| 2021  | New York memo                                      | peintures, collages, dessins                                       | Galerie Nardone                               | Bruxelles                         | Belgique   |  |
| 2021  | Rimbaud d'aujourd'hui                              | peintures                                                          | Musée de la Chartreuse                        | Douai                             | France     |  |
| 2021  | CharlÉlie Couture, poète rock et multiste          |                                                                    | La Maison des Douanes                         | Saint-Palais-sur-Mer              | France     |  |
| 2021  | Rimbaud New York                                   | peintures, dessins, photographies                                  | Collection de la Praye                        | Fareins                           | France     |  |
| 2022  | Peintures, objets, œuvres choisies                 |                                                                    | Espace Louis Feuillade                        | Lunel                             | France     |  |
| 2023  | CharlÉlie Couture prend La Mouche / Rétro-Spection |                                                                    | La Mouche                                     | Béziers                           | France     |  |
| 2024  | L'art multiste                                     | Peintures, collages, sculptures                                    | Château de Courcelles                         | Montigny-lès-Metz                 | France     |  |
| 2024  | Duo Charlélie Couture / Marc Felten                |                                                                    | Atelier Exporoom                              | Strasbourg                        | France     |  |
| 2025  | Un par an                                          | Peintures, collages, sculptures                                    | Galerie Saint Jacques                         | Saint-Quentin                     | France     |  |

#### Divers
- 1978 : Salon des  Artistes indépendants à Paris.
- 1981-1986 :
  - Fonde le groupe d’artistes Local à Louer comprenant, peintres, poètes, graphistes et photographes, publie Le Manifeste de l’Art Rock.
  - Expositions à Paris, Tours, Lille, Nancy.
- 1982 : Édite et lance un journal d’arts avec d’autres artistes Le Télégramme à Nancy.
- 1993 : Inauguration FNAC d’Avignon, Photos d’hôtels, exposition présentée dans plusieurs villes de France.
- 1994 : Création d’éventails pour la galerie La Pochade, Paris.
- 1995 :
  - Dessine les décors et les costumes du spectacle Concert Naïf au pays des Anges au Théâtre National de l’Odéon.
  - Bézier Musée exposition Travail sur Carton Knoxville USA.
  - Grande peinture pour l'ouverture de la FNAC de Nancy.
  - Création d'un CD ROM Papers works, exposition à Metz.

Logos
- 1994 : Logo de la région Lorraine.
- 2010 : Logo de la Caravane de l'Espoir, manifestation des sapeurs pompiers de la Moselle au profit du Téléthon.

Affiches
- 2000 : Affiche pour un spectacle de Jean-Pierre Cassel.
- 2000-2009 : Affiches pour la FFT, pour la finale 2002 de la Coupe Davis (France-Russie), et pour plusieurs tournois de tennis en France et en Tunisie[39].

Conférences
- 2000 : Séries de conférences à la Commission européenne de Bruxelles sur les thèmes de l'Art et de la Culture.
- 2004, 2008 : Conférences Conversations essentielles, ministère de la Culture, Paris.
- 2011 : 
  - Conférence The Multism à New York.
  - Intervention Discours sur le Multisme à La Sorbonne, Paris.

### Musique
Musicien et compositeur prolifique, CharlÉlie enregistre vingt-quatre albums et fait 1 500 concerts à travers le monde. Il compose 17 bandes originales de films, dont celle de Tchao Pantin.
Il auto-produit ses deux premiers disques, 12 chansons dans la sciure et Le pêcheur.
En 1981, il est signé par Chris Blackwell sur le label anglo-américain Island Records. Neuf mois plus tard, le succès est au rendez-vous avec l'album Poèmes rock enregistré à New York.
En 2011, CharlÉlie sort l'album Fort rêveur. La tournée Fort rêveur Tour, en 2011-2012, l'emmène en France, en Belgique, en Suisse, au Canada et sur la côte Est des États-Unis. La tournée se termine les 10 et 11 juin 2012 au Casino de Paris, où il invite sur scène Louis Bertignac et Benjamin Biolay.
CharlÉlie confie à Benjamin Biolay la réalisation de l'album suivant,,,. À cette occasion CharlÉlie signe son retour — éphémère — dans une major de l'industrie du disque. L'album ImMortel sort le 15 septembre 2014,, sans recevoir l'exposition médiatique espérée. Une tournée de plus de cinquante dates s'ensuit et notamment un concert au Trianon à Paris.
En décembre 2015 et janvier 2016, CharlÉlie enregistre un nouvel album au studio Dockside, à Maurice, près de Lafayette en Louisiane, avec des musiciens locaux, dont les Lost Bayou Ramblers et Zachary Richard,,. L'album Lafayette sort le 29 avril 2016, suivi d'une tournée qui se prolonge jusqu'en septembre 2018. À la suite des inondations qui ont touché le studio Dockside, CharlÉlie participe au concert de soutien Qui l'eût crue au Cabaret Sauvage. Au printemps 2018, CharlÉlie ouvre une parenthèse dans la tournée Lafayette, et se produit seul avec Karim Attoumane, pour une série de concerts Solo+.
Enregistré en juin 2018, l'album suivant, Même pas sommeil, sort le 25 janvier 2019. Il est dédié à Véronique Colucci et Jacques Higelin, disparus tous deux le 6 avril 2018. Plusieurs dates de la tournée Solo+ leur avaient également été dédiées. À l'occasion du concert du 12 avril 2019 au Trianon à Paris, CharlÉlie invite sur scène Alice Botté, son ancien guitariste et également guitariste d'Higelin, pour une reprise de Pars.
Un nouvel album, Trésors cachés et perles rares, composé d'anciens titres réorchestrés, dont certains inédits, paraît le 30 octobre 2020,,,. Sa sortie est suivie quelques jours plus tard, le 5 novembre, par celle de CharlÉlie Couture, poète rock, la biographie écrite par David Desvérité aux éditions de l'Archipel.
Il collabore également à l'occasion avec sa fille Yamée, qui assure d'ailleurs la première partie de son concert à Nancy le 3 décembre 2021.
Le 24 mai 2022 sort l'album Quelques essentielles, composé de 9 titres anciens réorchestrés et de 4 inédits. Enregistrés à la même période que Trésors cachés et perles rares, ces arrangements confirment la volonté de CharlÉlie d'ancrer dans un son plus moderne des chansons pour la plupart sorties avant les années 2000 (Local Rock, Aime-moi encore (au moins), La suprême dimension...). Parmi les inédits, figure un duo avec sa fille Yamée, Slow Motion, mais aussi l'adaptation du Dormeur du val, le poème d'Arthur Rimbaud mis en musique à l'occasion de l'exposition Rimbaud d'aujourd'hui présentée à Douai en 2021. L'album se termine sur un enregistrement live de La route, hommage à Jack Kerouac paru sur Quoi faire ? en 1982 et repris durant la tournée en duo avec Karim Attoumane en 2022 et 2023.
Le 9 février 2024, paraît Contre toi, album de 11 titres réalisé par Dominique Blanc-Francard, dans lequel CharlÉlie Couture retrouve l'esprit et la dynamique de Même pas sommeil. Écrit par Yamée Couture, L'absence est la chanson par lequel cet album est né et qui a inspiré toutes les autres. Elle l’interpréte ici en duo avec son père. Ces chansons s'articulent autour du sentiment amoureux, fané, usé, naissant, optimiste ou résigné. Les textes jouent énormément sur le double sens, à l'image de la polysémie du titre. Les musiciens sont ceux avec lesquels CharlÉlie travaille depuis longtemps (sur scène ou en studio) comme le bassiste Philippe Gonnand, le guitariste et producteur Karim Attoumane, le batteur Martin Mayer ou encore le violoniste Pierre Sangra. Dès sa sortie, Contre toi prend vie sur scène grâce au trio qui accompagne CharlÉlie, Barbara Felettig, Martin Mayer et  Karim Attoumane.

#### Concerts symphoniques
En septembre 2021, Charlélie Couture commence à préparer un concert Ode à l'Est avec l'orchestre symphonique de Neuves-Maisons. Le projet se concrétise sous forme de concert le 9 février 2023 à Neuves-Maisons et le 25 mars 2023 à Vandoeuvre-lès-Nancy. Le 14 septembre 2024, c'est avec l'orchestre symphonique Chüt que Charlélie Couture propose cette formule à Fessenheim.

#### ProjetBleu vert
En 2025, Charlélie Couture prépare un album de duos, sur une thématique environnementale, au profit de France Nature Environnement.

### Distinctions
- 1976 : Second prix du Jeune Photo-journaliste de la ville de Nancy
- 1978 : Prix Quintard de l'Académie de Stanislas pour la qualité de ses études d'art
- 1982 : Bus d'acier (Grand Prix du rock français) pour Poèmes rock
- 1984 : Nommé aux Césars pour la bande originale du film de Claude Berri Tchao Pantin
- 1989 : Prix de l’Académie Charles-Cros
- 1995 :  Chevalier de l'ordre national du Mérite[61]
- 1999 : Prix Lacoste du meilleur livre sportif pour Beaux Gestes
- 2001 : Prix Lacoste du meilleur livre sportif pour Roland-Garros 2001 (collectif)
- 2001 :  Chevalier de la Légion d'honneur[62], décoration remise en 2003 par Stéphane Hessel
- 2010 :  Chevalier de l'ordre des Arts et des Lettres[63].
- 2016 :  Officier de l'ordre national du Mérite[64], décoration remise en 2019 par Anne Hidalgo
- 2020 : Prix Heredia décerné par l'Académie française pour La Mécanique du ciel[65].

## Publications
| Année | Titre                                                        | Type                                                                                        | Éditeur                                   |
| ----- | ------------------------------------------------------------ | ------------------------------------------------------------------------------------------- | ----------------------------------------- |
| 1984  | Cahiers d’écoles                                             | dessins, reproduits en alugraphie                                                           | Voix éditions / Richard Meier             |
| 1988  | Solo boys and girls                                          | collection de textes de chansons avec photos et dessins originaux                           | Seghers                                   |
| 1989  | Les dragons en Sucre                                         | nouvelles                                                                                   | Ramsay Pauvert                            |
| 1992  | Jimmy's Jacket                                               | dessins                                                                                     | Voix éditions / Richard Meier             |
| 1992  | Do not disturb                                               | photographies                                                                               | Marval Éditions Plume                     |
| 1995  | Inventaire paradoxal de petits plaisirs et de grandes haines | réflexions poétiques                                                                        | Stock                                     |
| 1995  | 25 images/seconde                                            | illustrations pour une nouvelle d’Hervé Éparvier                                            | Le Serpent à Plumes                       |
| 1996  | Les Champs Paraboliques on line                              | première version du site CharlElie.com (CharlÉlie est un des pionniers du web)              |                                           |
| 1998  | Le couloir des brumes                                        | nouvelles                                                                                   | Le Pré aux Clercs                         |
| 1998  | Filles de jour                                               | illustrations et textes accompagnant les photographies de Martial Lorcet                    | Marval                                    |
| 1999  | Beaux Gestes                                                 | dessins se rapportant au tennis                                                             | Le Pré aux Clercs                         |
| 1999  | Transfocus                                                   | photographies numériques, un CD Rom inclus, avec des musiques originales                    | FNAC                                      |
| 2000  | Souvenirs Olympiques - Sydney 2000                           | dessins et textes                                                                           | Flying Boat / Atelier Patrix / Printimage |
| 2001  | Roland-Garros 2001                                           | ouvrage collectif photos William Klein, textes Patrice Dominguez, dessins CharlÉlie Couture | Roland-Garros, Paris                      |
| 2002  | Zig Zag                                                      |                                                                                             | Eden                                      |
| 2004  | En Australie                                                 | carnet de voyage                                                                            | Presses de la Renaissance                 |
| 2006  | L'Atelier New Yor-Cœur                                       | tirage limité et numéroté                                                                   | Les Presses Littéraires                   |
| 2007  | Loin du mythe                                                | bande dessinée scénario CharlÉlie Couture, dessins Vincent Gravé                            | Carabas                                   |
| 2008  | Les petites curiosités                                       |                                                                                             | Elytis                                    |
| 2009  | Manhattan Photo-grafs                                        | tirage limité                                                                               | L&N                                       |
| 2009  | New York by CharlElie                                        | photographies                                                                               | Éditions du Chêne                         |
| 2010  | Au fil des songes                                            | photographies Michel et Vincent Munier, poèmes CharlÉlie Couture                            | Kobalann                                  |
| 2010  | Follow the line                                              | CharlÉlie Couture et Philippe Cyroulnik                                                     | Verlhac                                   |
| 2011  | 12 septembre l'Amérique d'après                              | ouvrage collectif                                                                           | Casterman                                 |
| 2011  | New York be CharlElie                                        | photographies                                                                               | Éditions du Chêne                         |
| 2012  | Et avant                                                     | CharlÉlie Couture et Serge Bloch                                                            | Sarbacane                                 |
| 2013  | La clameur des lucioles                                      | Joël Bastard, photographies CharlÉlie Couture                                               | Virgile                                   |
| 2014  | CharlElie, NCY NYC                                           | catalogue d'exposition                                                                      | Ludlow Street / Pacôme Vexlard            |
| 2019  | La mécanique du ciel                                         | poèmes, prix Heredia 2020                                                                   | Le Castor astral                          |
| 2021  | New York memories                                            |                                                                                             | Le Cherche midi, collection romans        |
| 2021  | CharlElie Couture, poète rock & multiste                     | catalogue d'exposition                                                                      | Maison des Douanes Royan Atlantique       |
| 2021  | 100 dessins indécents, tome 1 (1976-1988)                    | dessins                                                                                     |                                           |
| 2022  | Un par an                                                    |                                                                                             | Elytel                                    |
| 2022  | Des éclairs de lune, au chevet de mes 20 ans                 |                                                                                             | Le Passeur                                |

## Discographie

### Participations
Avec Pierre Éliane
Avec Mil Mougenot
Avec Richard Berry
Avec Tom Novembre
Avec Arno
Avec François Staal
Avec Alice Botté
Avec Thierry Aymès

## Filmographie
- 1986 : Suivez mon regard, long-métrage de Jean Curtelin : le Christ[68]
- 1988 : The Moderns, long-métrage d'Alan Rudolph : un pianiste
- 2018 : L'effet miroir, court-métrage de Shaan Couture : lui-même[69]
- 2020 : Les maisons de carton, court-métrage de Shaan Couture : le père[70]
- 2020 : Astrid et Raphaëlle, série télévisée, épisode Hantise (saison 1, épisode 2) : le père Bouilloux, prêtre exorciste (son frère Tom Novembre avait également été auditionné pour le rôle).
- 2021 : Capitaine Marleau, épisode Claire obscur de Josée Dayan : Rufus[71]
- 2025 : Excusez-moi !, court-métrage de Léopold Bellanger : un clown[72],[73]